# Beilerstraat 149-151 (Assen)
Het pand Beilerstraat 149-151 in de Nederlandse stad Assen is een monumentaal dubbel herenhuis.

## Beschrijving
Het dubbele herenhuis aan de Beilerstraat maakt deel uit van een ensemble van drie dubbele herenhuizen met zicht op het Asserbos. Het werd rond 1905 gebouwd in overgangsstijl met art-nouveau-elementen.
Het gebouw bestaat uit twee bouwlagen en is opgetrokken in rode verblendsteen op een rechthoekige plattegrond. De gevel is asymmetrisch en verschilt per woondeel. Nummer 149 heeft op de verdieping een vijfzijdige erker met bovenlicht en links daarvan een balkon met balustrade, waarop een porte brisée uitkomt, dit deel heeft een enigszins risalerende tuitgevel. Nummer 151 heeft op de verdieping een balkon, waarop een enkele deur uitkomt. De licht risalerende puntgevel is voorzien van een houten windveer. De vensters in de beide delen zijn verschillend, zo zijn ze op de verdieping aan de linkerkant getoogd en aan de rechterkant gesloten.
De entree van nummer 149 is geplaatst links van de tuitgevel, onder het balkon, en heeft een houten paneeldeur. Het bovenlicht en de zijlichten zijn voorzien van glas in lood. De entree van nummer 151 is geplaatst links van het balkon in een travee tussen beide topgevels. Ook hier glas in lood in boven- en zijlichten.

### Waardering
Het pand wordt beschermd als provinciaal monument, onder meer vanwege de "cultuurhistorische waarde als bijzondere uitdrukking van de huisvesting van de stedelijke burgerij in Drenthe", "vanwege de ensemblewaarde van het dubbele herenhuis met bijbehorende hekwerk met de naastgelegen dubbele herenhuizen Beilerstraat 145-147 en Beilerstraat 153-155" en "vanwege de waarde van het dubbele herenhuis in relatie tot de hoge mate van gaafheid van de stedenbouwkundige context en het bebouwingsbeeld van de straatwand tegenover het Asserbos".